# Rumex bucephalophorus subsp. canariensis
Rumex bucephalophorus subsp. canariensis é uma subespécie de planta com flor pertencente à família Polygonaceae. 
A autoridade científica da subespécie é (Steinh.) Rech.f., tendo sido publicada em Botaniska Notiser 1939: 502. 1939.

## Portugal
Trata-se de uma subespécie presente no território português, nomeadamente no Arquipélago dos Açores e no  Arquipélago da Madeira.
Em termos de naturalidade é endémica da Região Macaronésia.

## Protecção
Não se encontra protegida por legislação portuguesa ou da Comunidade Europeia.